# 坂井警察署
坂井警察署（さかいけいさつしょ）は、福井県警察が管轄する警察署の一つである。旧称は、「丸岡警察署」であった。識別章所属表示はSF。

## 所在地
- 福井県坂井市丸岡町笹和田2字9番地1

## 管轄区域
- 坂井市の一部（丸岡町、春江町、坂井町）
  - なお、旧坂井郡三国町の地域は坂井西警察署が管轄している。

## 沿革
- 1954年（昭和29年）7月：警察法施行により、国家地方警察福井県本部から福井県警察に改組となる。
- 1986年（昭和61年）：庁舎移転。
- 2006年（平成18年）3月20日：あわら警察署の管轄であった旧坂井町を管轄区域に編入するとともに、名称を「丸岡警察署」から変更。

## 組織
- 警務課
  - 警務教養係
  - 警察安全相談係
- 会計課
  - 会計係
- 刑事生活安全課
  - 刑事(第一係～第五係)
  - 鑑識・庶務係
  - 生活安全庶務係
  - 生活安全捜査係
  - 少年補導係
- 地域課
  - 指導・通信指令係
- 交通課
  - 交通(第一係～第三係)
- 警備課
  - 警備係

## 交番

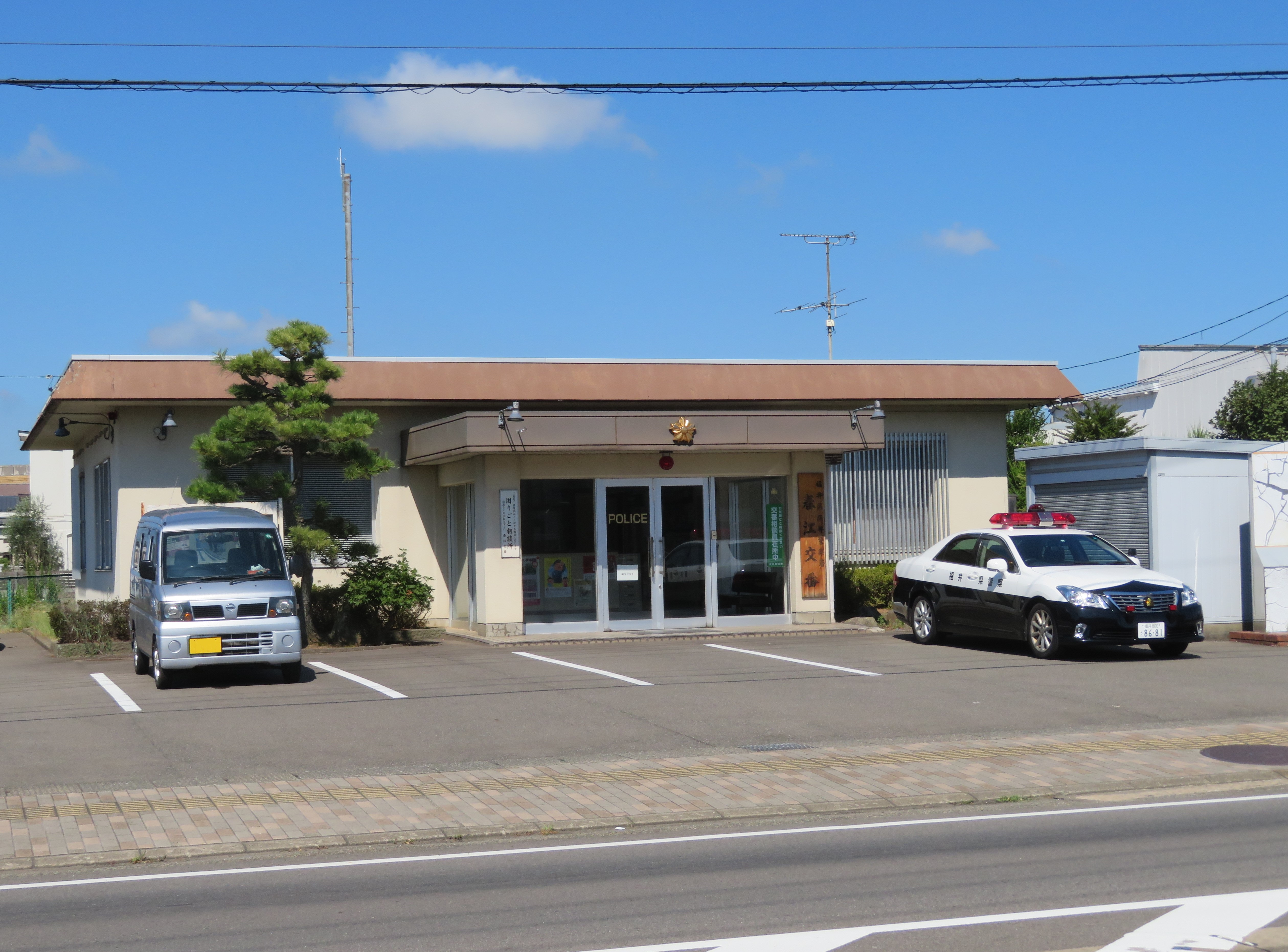
春江交番

- 春江交番（坂井市春江町江留下高道1-1）
- 霞交番（坂井市丸岡町霞町3丁目53）
- 坂井交番（坂井市坂井町下新庄2-3-1）

## 駐在所
- 鳴鹿駐在所（坂井市丸岡町寄永3-21-1）
- 磯部駐在所（坂井市丸岡町安田新20-50-1）
- 春江西駐在所（坂井市春江町田端36-39-3）
- 大石駐在所（坂井市春江町上小森4-21-2）
- 木部駐在所（坂井市坂井町木部東17-4-2）